# Rio Litani
O rio Litani (em árabe: نهر الليطاني romanização: Nahr al-Līţānī), o clássico Leontes (em grego: "Λέοντες": Leontes; em português: "leões"), é um importante curso de água do sul do Líbano. Nasce a oeste de Baalbek, no fértil vale do Beca, e desemborca no mar Mediterrâneo, ao norte de Tiro, uma das principais cidads libanesas. Com mais de 140km de extensão, é o rio mais longo do país, com uma vazão anual estimada em 920 milhões de metros cúbicos. As águas do Litani nascem e fluem inteiramente dentro das fronteiras do Líbano. Ele fornece uma importante fonte de abastecimento de água, irrigação e hidreletricidade, tanto no sul do Líbano quanto no país como um todo.

## Etimologia
O rio Litani recebeu o nome da divindade ugarítica Ltn (pronuncia-se līyitānu), uma serpente marinha de sete cabeças e serva do deus do mar Yam. O ī no nome libanês preserva o hipotético ī em ugarítico. Acreditava-se que o rio que serpenteava como uma serpente através do vale de Beca era a personificação dessa divindade.

## História

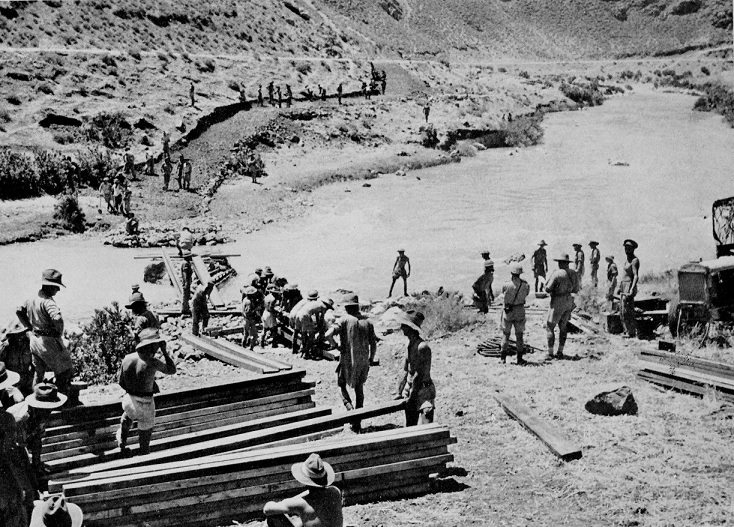
Soldados australianos montando pontões sobre o rio Litani perto de Merjayun, junho de 1941.

No passado, os historiadores afirmaram que a localização do Misrefote-Maim bíblico, o lugar para o qual Josué perseguiu as várias tribos após derrotá-los nas águas de Merom, era a foz do rio Litani, mas é improvável que o nome Litani anteceda o da história bíblica.
"E o Senhor os entregou nas mãos de Israel, que os derrotou e os perseguiu até Sidom, a grande, até Misrefote-Maim e até o vale de Mispá, a leste. Eles os mataram sem deixar sobrevivente algum." - Josué 11:8.
No período posterior a Alexandre, o Grande, o rio Litani era uma fronteira natural que impedia os selêucidas de invadirem o domínio ptolomaico no Levante. Na aurora de 8 de junho de 1941, como parte da Operação Exporter, a 7ª Divisão de Infantaria Australiana avançou vinda do norte da Palestina e cruzou a fronteira com o sul do Líbano francês, iniciando a Batalha do Rio Litani. No dia anterior, um comando de reconhecimento formado por judeus do Haganá, 10 soldados australianos da 7ª e um guia árabe cruzaram a fronteira na madrugada de 6 para 7 de junho, para ocupar duas pontes sobre o rio Litani e se envolveram em um tiroteio com as forças francesas de Vichy em um posto policial. Nessa pequena batalha, o oficial Moshe Dayan foi baleado no binóculo, com estilhaços entrando no seu olho; o ferimento que lhe deu o famoso tapa-olho preto.
A maior parte de sua bacia foi ocupada por Israel durante a Operação Litani, em 1978. Esse conflito no sul do Líbano começou depois que Israel cruzou a fronteira até o rio Litani em março de 1978, em resposta ao massacre da Estrada Costeira perto de Tel Aviv três dias antes, perpetrada por militantes palestinos da OLP baseados no Líbano. Os israelenses novamente cruzariam a fronteira em 1982, invadindo o território na região do rio Litani, quando intervieram na guerra civil naquele país e iniciando a Primeira Guerra do Líbano. Essa intervenção criaria a uma zona de segurança ancorada no rio e atrairia uma força de manutenção da paz da ONU para a região, a UNIFIL.

## Características

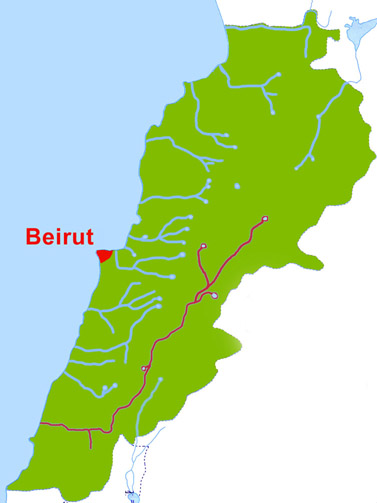
O rio Litani em marrom, a capital libanesa Beirute em vermelho.

### Fluxo do sul
Depois de seguir para o sul paralelo à fronteira com a Síria, o curso do rio se curva drasticamente para o oeste. Perto desta curva, o Litani chega a cinco quilômetros do rio Hasbani.

### Qasimiyeh
A porção do rio que flui para o oeste é chamada de Qasimiyeh. A região de Qasmieh-Ras-el-Aïn (QRA), irrigada desde o curso inferior do rio pelos principais canais de irrigação, ao sul e ao norte, é uma das maiores áreas irrigadas do país, com 32,64 km², divididos entre 1.257 agricultores irrigantes, que se concentram em culturas cítricas e bananas. Por todo o trecho do Qasimiyeh, à medida que deságua no Mar Mediterrâneo, o rio Litani permanece quase paralelo (e cerca de 29 km (18 milhas) ao norte) da fronteira israelense-libanesa. Dez quilômetros ao norte de Tiro, o rio é atravessado pela antiga Ponte Leontes. Em junho de 1941, a foz do rio foi o local de um ataque de comandos britânicos e tropas australianas às forças francesas de Vichy, que ficou conhecido como a Batalha do Rio Litani.

### Represa do Rio Litani
O Lago Qaraoun, um lago artificial de 12 quilômetros quadrados, foi criado pela Represa do Rio Litani, com 60 metros de altura e 1.350 metros de comprimento, que foi concluída em 1959. Um vertedouro de 6.503 metros leva a água até a estação subterrânea onde os geradores produzem no máximo 185 megawatts de eletricidade, o maior projeto hidrelétrico do Líbano. A barragem destinava-se a fornecer irrigação para 310km² de terras agrícolas no sul do Líbano e 80km² no Vale do Beca. O escritório fica na extremidade sul (barragem) do lago, no lado esquerdo. À beira do lago há um hotel e vários restaurantes especializados em trutas frescas.

## Galeria

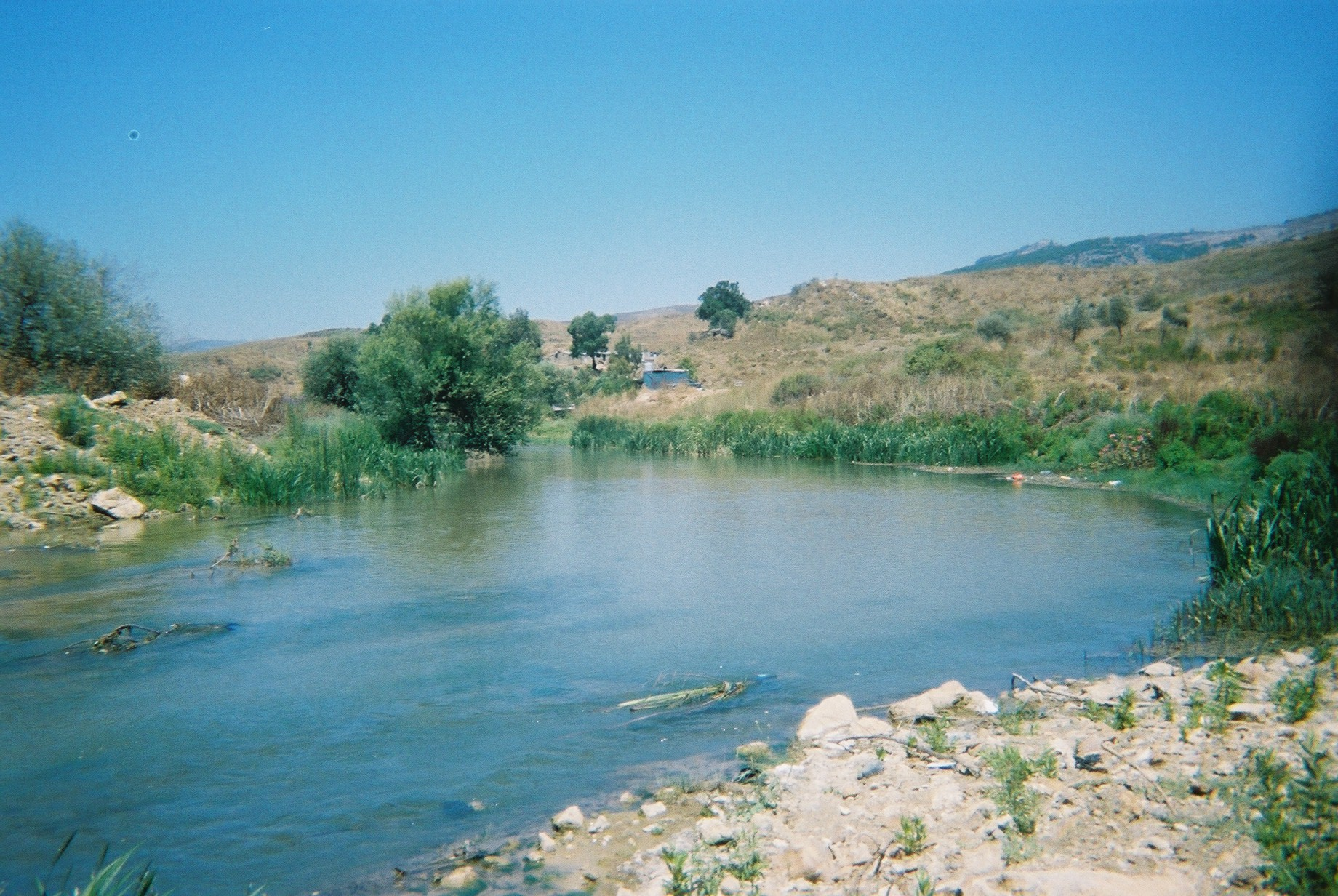
A parte sul do rio Litani.
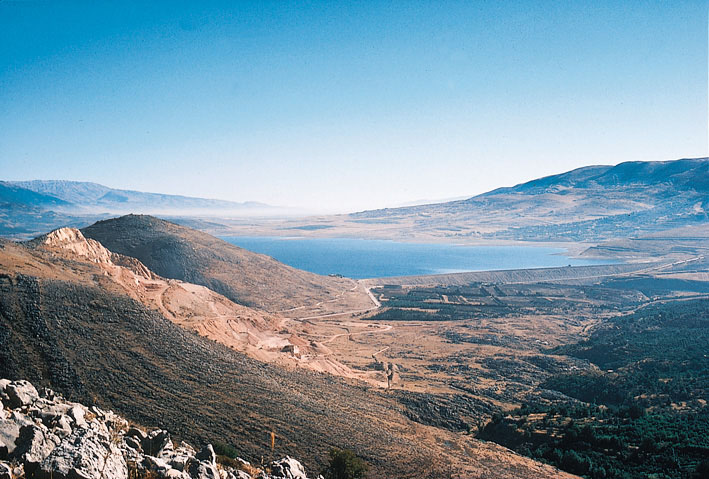
O Lago Qaraoun.
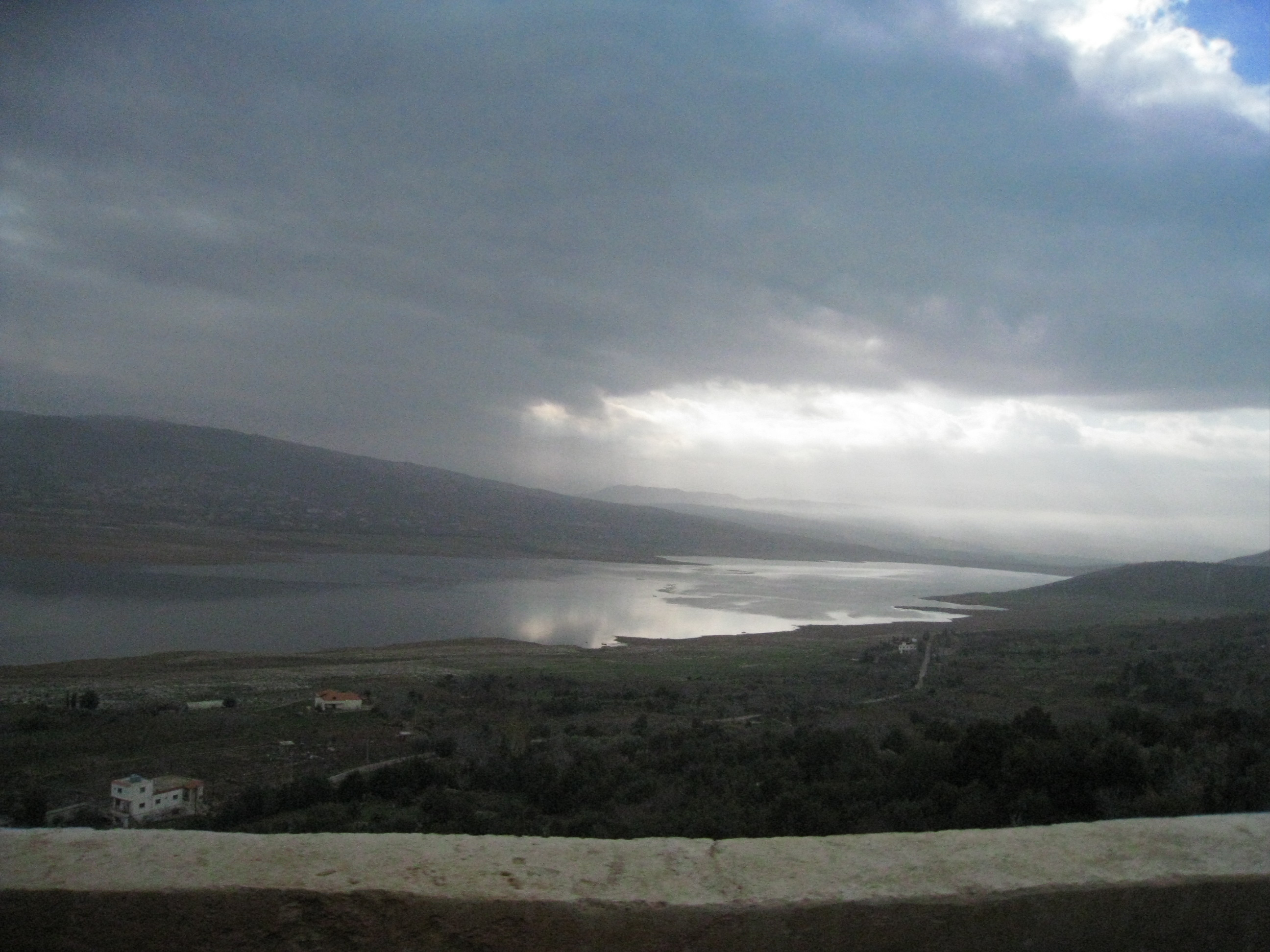
A represa do rio Litani, vista da rodovia a oeste.

## Autoridade do Rio Litani
A Autoridade do Rio Litani foi formada em 1954 para facilitar o desenvolvimento integrado da Bacia do Rio Litani. Logo após sua formação, a autoridade se engajou em um enorme projeto de desenvolvimento hidrelétrico que explorou o potencial de 850 metros entre o Lago Qaraoun e o Mediterrâneo. Este desenvolvimento trouxe grandes mudanças hidrológicas para a Bacia do Rio Litani, onde os fluxos de seu curso superior acima do Lago Qaraoun, referido como a Bacia do Litani Superior, são desviados através de um sistema de túneis, lagoas e plantas, para encontrar o Mediterrâneo várias quilômetros ao norte de sua cauda natural original.
Essas mudanças resultaram na separação hidrológica efetiva entre a Bacia do Litani Superior e os trechos inferiores. O advento de um conflito civil prolongado na década de 1970, seguido por uma ocupação prolongada na década de 1980, que durou até a década de 1990, mergulhou o país na desordem, congelando o desenvolvimento e o investimento em infraestrutura. O subsequente retorno às condições normais encorajou a autoridade fluvial a iniciar vários grandes projetos de desvio de água da Bacia do Alto Litani no valor de centenas de milhões de dólares. Atualmente, a poluição do Rio Litani tem sido a principal questão a ser discutida.

## Pontes sobre o Litani

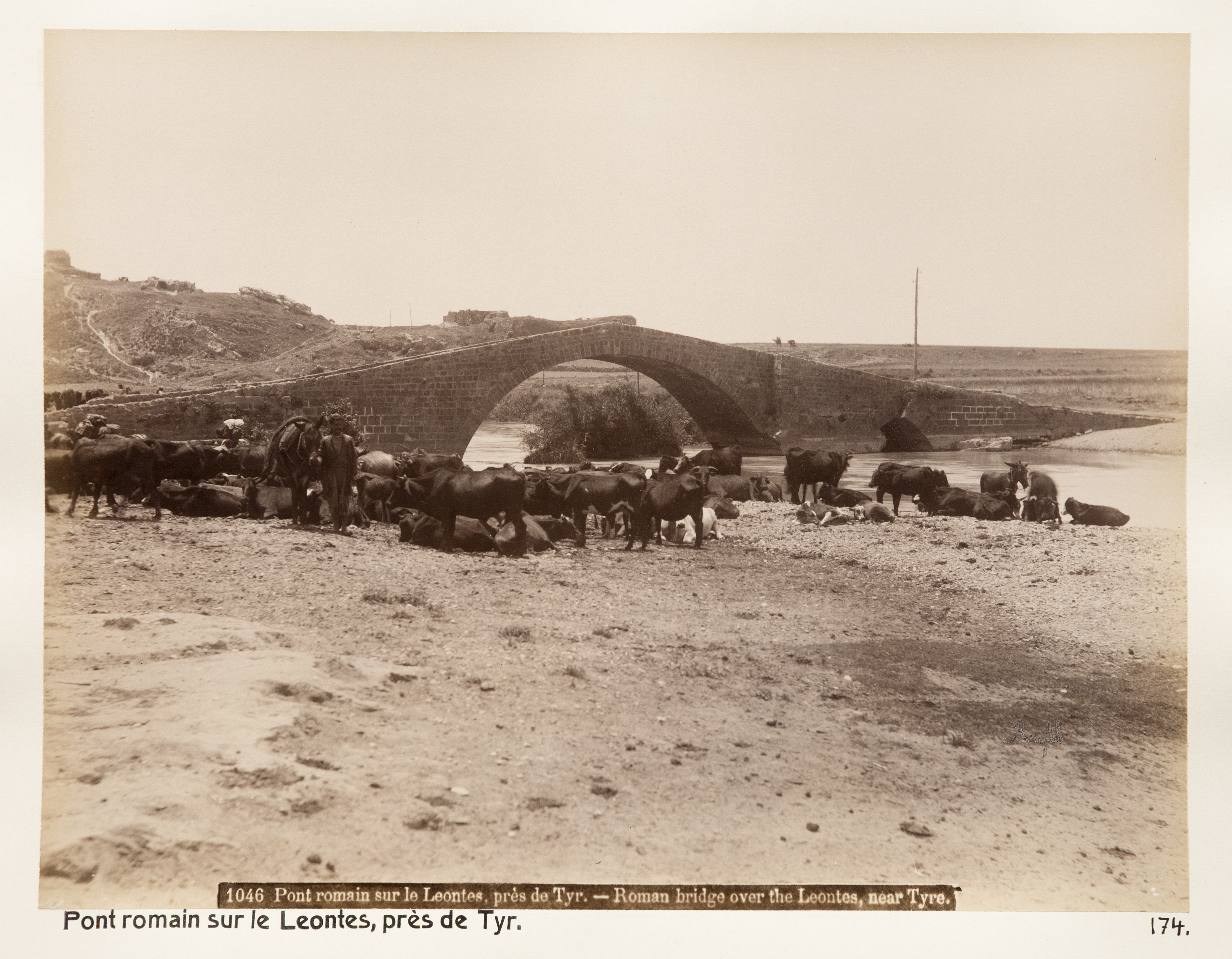
A Ponte Leontes fotografada por Jenny Bergensten no século XIX.

A palavra jisr significa ponte em árabe.
- Jisr el-Kasmieh (Ponte Leontes)
- Jisr el-Akai
- Jisr el-Khardali
- Jisr el-Khatueh (Kakhieh)
- Jisr el-Burghuz
- Jisr el-Meshghara
- Jisr el-Karaoum